# Gustav Horcher
Gustav Horcher (* 5. November 1873; † 8. September 1931 in Berlin) war ein deutscher Gastronom.

## Leben und Wirken
Aus der badischen Weinbranche stammend, eröffnete er 1904 in Berlin (W62 Lutherstr. 21) das Restaurant „Horcher“, zunächst als kleine Lokalität. Mit seinen Spezialitäten, u. a. Wildgerichten (flambierter „Faisan de presse“), „Medaillons Horcher“, selbstgefertigtem Baumkuchen als Dessert sowie seinem Service (darunter der Hocker für die Damenhandtasche) entwickelte sich sein Restaurant zum Gourmet-Lokal und gehörte zu den bekanntesten kulinarischen Etablissements, von dem sich Gäste wie auch der Kaisersohn Prinz Eitel Friedrich von Preußen angezogen fühlten. Daneben war Horcher auch Hoflieferant. In den 1920er Jahren hatte er zahlreiche Prominente der Kunstszene (wie Fritzi Massary, Richard Tauber, Franz Werfel) als Stammgäste. Auch Charlie Chaplin findet sich im Gästebuch wieder. Die letzte Ruhestätte von Gustav Horcher befindet sich auf dem Südwestkirchhof Stahnsdorf.